# Johannes Gerl
Johannes Gerl (29. Oktober 1803 in Salzburg – 1. Jänner 1873 in Coburg) war ein österreichischer Opernsänger (Bariton) und Gesangspädagoge.

## Leben
Gerl verriet frühzeitig musikalische Begabung und wurde von seinem Vater Judas Thaddäus Gerl für die Bühne ausgebildet. Nachdem er sich vielfach versucht hatte, kam er 1835 als Baritonist nach Coburg, an welcher Hofbühne er mit Ausnahme der Jahre 1850 bis 1853, in denen er sich als Gesangslehrer betätigte (weil die politischen Verhältnisse ihn von der Bühne entfernten), bis zu seinem Tod erfolgreich wirkte.
Seine Tochter Helene Gerl (1847–1905) war ebenfalls Sängerin.